# 徐樹楠
徐樹楠（？年—？年）。江西省奉新縣人，道光十五年（1835年）乙未科進士。曾任四川省重慶府涪州知州。曾任道光《重慶府志》協修。